# Pronefros
El pronefros o riñón cefálico es un órgano presente en vertebrados que cumple la función de excreción de forma similar al riñón adulto humano. En los animales amniotas, entre los que se incluyen los mamíferos y los humanos, puede estar o no presente durante el desarrollo embrionario y, cuando está, no es funcional. En los anamniotas, se desarrolla durante la etapa embrionaria, excepto en tiburones y rayas, y en algunas especies funciona como el riñón adulto por sí solo o junto al mesonefros.
Fue descrito por primera vez por Johannes Müller en ranas en el año 1829.

## Pronefros humano
El pronefros se considera como el primero de los tres riñones que aparecen durante el desarrollo embrionario. Los otros dos son el mesonefros y el metanefros. Este último es el que permanece y se considera el riñón definitivo.
En el ser humano, algunas fuentes, como la Anatomía de Gray, afirman que se puede observar el pronefros como un cúmulo de células en la zona más craneal de los cordones nefrogénicos, que aparecen en embriones en el décimo de los estadios de Carnegie —aproximadamente 22 días tras la ovulación— y no es funcional porque no se forman glomérulos renales. Estaría formado por entre siete y diez grupos de células en la región cervical y formarían nefrotomas, unidades excretoras vestigiales. Involucionaría por completo a finales de la cuarta semana del desarrollo.
Otros autores afirman que el concepto de pronefros no puede aplicarse a los embriones humanos. Un artículo de 2019 estudió cortes histológicos procedentes de embriones y no se hallaron estructuras que pudieran identificarse como el pronefros.